# Acetato di cobalto
L'acetato di cobalto è il sale di cobalto (II) dell'acido acetico.
A temperatura ambiente si presenta come un solido rosso inodore. È un composto nocivo, allergenico.
È utilizzato come catalizzatore in diverse reazioni industriali, ad esempio per la produzione di acido acetico dall'ossidazione dell'acetaldeide e più in generale nella produzione di acidi per ossidazione di alcani.